# Раджа Наинголан
Раджа Наинголан (на фламандски: Radja Nainggolan), роден на 4 май 1988 г., е белгийски професионален футболист, полузащитник на белгийския Локерен-Темсе.

## Клубна кариера

### Пиаченца
Започва да тренира футбол в Жерминал Беершот на 5-годишна възраст, но когато е 17-годишен е привлечен от италианския Пиаченца. Въпреки младостта си, той бързо успява да се утвърди като титуляр в Серия Б. През сезон 2008/09 изиграва 38 мача, в които помага на отбора си да завърши на 10-о място.

### Каляри
На 27 януари 2010 г. преминава под наем с опция за постоянно закупуване в елитния Каляри. Прави дебюта си на 27 февруари в мач срещу Интер, загубен с 0:3. След края на сезона, Каляри го закупува за постоянно. Там той е твърд титуляр през всичките си години в отбора.
На 7 януари 2014 г. преминава под наем в отбора на Рома, отново с опция за постоянно закупуване.

### Рома
Наинголан прави дебюта си за Рома на 9 януари 2014 г., при победата с 1:0 срещу Сампдория за Купата на Италия. На 22 февруари отбелязва първия си гол за Рома, при победа с 1:0 срещу Болоня. Вторият му гол за Рома, отбелязан срещу Фиорентина, осигурява класирането на отбора за груповата фаза на Шампионската лига.
Наинголан сключва постоянен трансфер с Рома през 2014 г. за 9 млн. евро. На 6 юли следващата година, той подновява договора си до юни 2020 г., като го удължава с още една година през следващото лято.

### Интер
На 26 юни 2018 г., след седмици на преговори, Интер потвърждава подписването на Наинголан в официалния си акаунт в Twitter. Той ще играе за „нерадзурите“ до 30 юни 2022 г. Сумата по трансфера е 38 милиона евро (24 милиона + Николо Дзаниоло и Давиде Сантон)
Той отбелязва в дебюта си на 1 септември, като помага на гостите да победят Болоня с 3:0, и малко повече от месец по-късно отбелязва изравнителния гол при победа с 2:1 срещу ПСВ Айндховен в груповата фаза на Шампионската лига, за да стане първият в историята белгиец, който отбелязва за клуба в турнира.
През август 2019 г. Наинголан се завръща в Каляри под наем за цял сезон. Той е обявен за най-добър играч за ноември, с два гола от далечни разстояния и три асистенции в три мача, за да помогне на своя отбор да достигне четвърто място.
Наинголан се завръща на Сардиния Арена на 31 декември 2020 г., отново под наем.

### Антверп
На 10 август 2021 г. Интер Милано обявява, че договорът на Наинголан с клуба е прекратен по взаимно съгласие. Четири дни по-късно, 33-годишният футболист подписва двугодишен договор с Антверп. Той дебютира в Първа дивизия на страната си на 22 септември, започвайки при домакинската победа с 4:2 срещу Генк. Първият му гол е в мач като гост на съседите Беершот на 5 декември и той посвещава гола на покойната си майка, чиято чест е обидена от местните фенове.
На 17 октомври 2022 г. Наинголан е отстранен за неопределено време от Антверп, след като е арестуван за шофиране с изтекла шофьорска книжка и по-късно пушене на електронна цигара на резервната скамейка преди загубата с 0:3 от Стандарт Лиеж. През декември той напуска по взаимно съгласие.

### СПАЛ
След седмици на спекулации, на 30 януари 2023 г. Наинголан официално се присъединява към италианския второразряден клуб СПАЛ 2013, трениран от бившия си съотборник и приятел в Рома Даниеле Де Роси, със свободен трансфер, подписвайки петмесечен договор с опция за още един сезон в случай на промоция. Не само, че това не е постигнато, но и СПАЛ изпада от Серия Б.

### Бхаянгкара
В края на ноември 2023 г. Наинголан се съгласява на сделка с Бхаянгкара, който се опитва да избегне изпадане от местната Лига 1. Той е с договор за остатъка от сезона и е съобщено, че печели 1 милиард IDR на месец с бонус от 416 милиона IDR на мач; на първата си пресконференция той признава, че не е знаел за Индонезийската лига, но ще "даде най-доброто от себе си, за да може Бхаянгкара да остане в Лига 1."
След като не успява да се появи в предишния мач срещу ПСМ Макасар, Наинголан дебютира като резерва на 17 декември при победа с 3:0 над Персита Тангеранг, първата за неговия отбор от 17 мача в лигата. Той отбелязва първия си гол на 16 март 2024 г. при домакинска загуба с 2:3 от Дева Юнайтед.

## Национален отбор
Раджа Наинголан прави дебюта си мъжкия национален отбор на 29 май 2009, в мач срещу Чили, част от Кирин Къп. Първия си гол за националния отбор отбелязва на 5 март 2014 г., в мач срещу Кот д'Ивоар.
Попада в разширения списък на Белгия за Световното първенство през 2014 г., но не и в окончателния състав.
В квалификациите за Европейското първенство през 2016 обаче, Наинголан е твърд титуляр, отбелязвайки голове срещу Босна и Херцеговина  и Андора, помагайки на отбора да се класира на Европейско първенство за пръв път след 16 години. Той играе на Евро 2016. Първият му мач там е срещу Италия, загубен с 0:2, а Наинголан играе 62 минути. На четвъртфиналите с Уелс, той вкарва гол от 25 метра, но Белгия губи с 1:3.
На 26 август 2017 г. след като не е повикан за квалификациите за Мондиал 2018, Наинголан се отказва от националния отбор. Все пак, той е повикан за контролите с Мексико и Япония през ноември, но ги пропуска заради контузия.
На 21 май 2018 г. обявява оттеглянето си от националния отбор, след като не е включен в състава за Мондиал 2018 в Русия.

## Личен живот
Наинголан е роден в Антверпен. Майката на Наинголан е белгийка, а бащата е от Индонезия. Бащата напуска семейството когато Наинголан е само на 1 година. Има близначка сестра – Риана, която също се занимава с футбол, и е част от Женския национален отбор на Белгия. Интересно може би е, че тя е протестантка, а той е католик.
Майката на Наинголан умира през 2010 г., като след нейната смърт Наинголан татуира 2 крила на гърба си – едното с датата ѝ на раждане, а другото – с датата на смъртта.
Наинголан говори свободно холандски, английски, италиански и майчиният му език френски. Той е пушач по време на кариерата си.

## Успехи
Интер
- Серия А: 2020/21[39]

Антверп
- Белгийска Про Лига: 2022/23[40]

Индивидуални
- Отбор на годината в Серия А: 2014/15,[41] 2015/16,[42] 2016/17,[43] 2017/18[44]
- Играч на месеца в Серия А: ноември 2019[45]